# 563년

## 연호
- 남진(南陳) 천가(天嘉) 4년
- 후량(後梁) 천보(天保) 2년
- 북제(北齊) 하청(河淸) 2년
- 북주(北周) 보정(保定) 3년
- 신라(新羅) 개국(開國) 13년

## 기년
- 남진(南陳) 문제(文帝) 4년
- 북제(北齊) 무성제(武成帝) 3년
- 북주(北周) 무제(武帝) 3년
- 신라(新羅) 진흥왕(眞興王) 24년
- 고구려(高句麗) 평원왕(平原王) 5년
- 백제(百濟) 위덕왕(威德王) 10년